# Historia de los instrumentos quirúrgicos
Posicionar un motivo histórico específico para el advenimiento de los instrumentos quirúrgicos, tal como los conocemos hoy, aterriza en raíces antropológicas primitivas donde la interacción especie – adaptación desencadenó el uso de herramientas tan necesarias como gravitantes en la evolución humana. Hace unos cinco millones de años, el Australopithecus logró tallar la piedra (lasca) y convertirla en una serie de elementos corto punzantes que utilizaría primigeniamente en la caza y la defensa. Para el surgimiento del Homo sapiens y posteriormente el Homo sapiens sapiens (hombre moderno, datado desde hace unos 200.000 años), la gama de utensilios filosos había tomado un rumbo exponencial gracias a la práctica de técnicas como el pulido, entre otras. Los punzones y agujas de ojo se hicieron de uso cotidiano y nuevas actividades se volvieron esenciales.

## Desarrollo histórico de los instrumentos quirúrgicos

### En la Antigüedad
La trepanación, el acto de perforar el cráneo feliz con motivos médicos, es probablemente la actividad quirúrgica más remota catalogada hasta ahora por los estudios arqueológicos del hombre antiguo. Observaciones posteriores a yacimientos fósiles humanos han permitido definir que inclusive, y a pesar de ser los primeros intentos por trabajar el cuerpo en el ámbito incisivo, el crecimiento óseo circundante a las trepanaciones aduce que las intervenciones pudieron resultar igualmente efectivas.
Ahora bien, como todo fenómeno propio de un esquema cultural específico, la evolución de la actividad quirúrgica se disgrega en calidad y función por todo el globo y encuentra ejemplos de desarrollo histórico en diversas sociedades. En el Antiguo Egipto, por ejemplo, la cauterización fue ampliamente utilizada para la eliminación de quistes y tumores, así como también la curación de heridas abiertas por medio de cintas adhesivas previamente impregnadas de algún tipo de antiséptico (a saber, miel y harina). En el Valle del Indo, la civilización Hindú comprendió el uso quirúrgico de una manera particularmente avanzada, llegando a realizar trasplantes de piel. Cabe destacar la también practicada cirugía de nariz, sesgada por motivos de orden cívico al ser la rinoplastia básica una condena común por adulterio. Utilizaron una gran variedad de instrumentos cada uno dependiendo de la patología a tratar, desde jeringas hasta catéteres y fórceps.
En los siglos V y VI antes de la era cristiana, la práctica y desarrollo quirúrgico se dio en gran medida por las experiencias de guerra, donde la búsqueda de equilibrio en cuanto al humor era una de las principales causas para utilizar elementos como el bisturí. Artículos como los clips metálicos serían requeridos en el acto de suturar y el uso de torniquetes y las ligaduras de vasos aparecerían hacia el siglo I. El diverso intercambio cultural derivado de la exploración comercial y la expansión territorial permitió modificaciones en cuanto al manejo del material quirúrgico; la seda, por ejemplo, fue utilizada en el cabello trenzado.

### El avance a lo largo de la historia
La primera escuela médica de Salerno, en el siglo VII, es un hito importante en el desarrollo quirúrgico debido a la pronta enseñanza hacia las normas higiénicas, altamente relacionadas con el uso de material operatorio y la evolución del paciente. Entre los personajes relacionados con este periodo destaca Rogerius, que mediante su escrito La Practica Chirugiae, describe diversas operaciones con el uso respectivo de material y técnicas. A su vez, maestros como Hugo de Lucca de la universidad de Bolonia implantaron la metodología de tratamiento en seco, manejando las hemorragias con diversos métodos (cauterio, taponamiento y ligaduras). Estos conceptos serían conocidos hacia el siglo XVIII como método de cicatrización por primera y segunda intención. Phillip Syng, en América, incursionó en las suturas absorbibles, que tuvieron una pronta manufactura en Edimburgo con el diseño de agujas unidas al elemento de sutura.
La consolidación en la historia se considera a partir de las diferentes culturas. Ya 5.000 años antes de la era cristiana los egipcios utilizaban un cuchillo especializado para los procedimientos quirúrgicos en relación con el cordón umbilical y su ligadura, visto además como elemento ceremonial por lo que adquirió una imagen mágica. En india (1600 a. C.) utilizaban los cuchillos de hierro templado, que hoy son conocidos como de acero. En Grecia y desde la época de Hipócrates empezaron a ser utilizados pequeños cuchillos con un fin quirúrgico, representados en el templo de Escolapio hace 2.300 años. Gracias el descubrimiento en Pompeya de un equipo quirúrgico, se reflejó el avance práctico de bisturí con base rígida, de cuchillas intercambiables. 
En Francia, en los siglos XIV y XVI, existió un progreso en cuanto las suturas y la hemostasia donde la palabra bisturí como tal fue utilizada por primera vez por Ambroise Paré. Para el siglo XIX la comercialización de instrumentos quirúrgicos fue encauzada por un maestro cuchillero llamado Gottfried Jetter, que estableció la primera tienda con estos elementos. Luego de su puesta en venta, los artículos quirúrgicos tuvieron características específicas acorde con los métodos de asepsia, eliminándose así diferentes materiales y otros que antes eran utilizados como hueso o madera. Aleaciones de cromo con acero y la utilización de acero inoxidable eran preponderantes en estos instrumentos, y se utilizó la esterilización en frío con técnicas de energía para una mayor precisión en los cortes.

## Instrumentos quirúrgicos hoy en día
Actualmente la evolución de los elementos quirúrgicos está correlacionada con el proceso de globalización; la adquisición de nuevas tecnologías y diversas fuentes de energía han permitido desarrollar una serie de instrumentos de cirugía más exactos, donde la mano de obra y el pulso han pasado a segundo plano pero no menos importante. Artículos como el bisturí hemostático, el cual actúa mediante calor y sutura al mismo tiempo que realiza el corte, ha dejado de lado métodos que antes eran vistos imprescindibles en una operación. El rayo láser y los cuchillos Gamma, todos a base de energía y radiación, son capaces de realizar cortes a nivel del sistema nervioso central, dejando de lado las trepanaciones. 
El avance tecnológico tiene una proyección aparentemente inalterable. Los descubrimientos científicos se van superponiendo día tras día y abarcan aún más el área de la salud, permitiendo un desarrollo específico en cuanto a las necesidades. En un futuro más que alcanzable, los instrumentos quirúrgicos podrán abastecer a cada tipo de requerimiento y su evolución estará dada en función del anhelo del hombre por resolver los problemas de la medicina de la manera más inmediata y efectiva.
- Datos: Q16575411